# François Cavanna

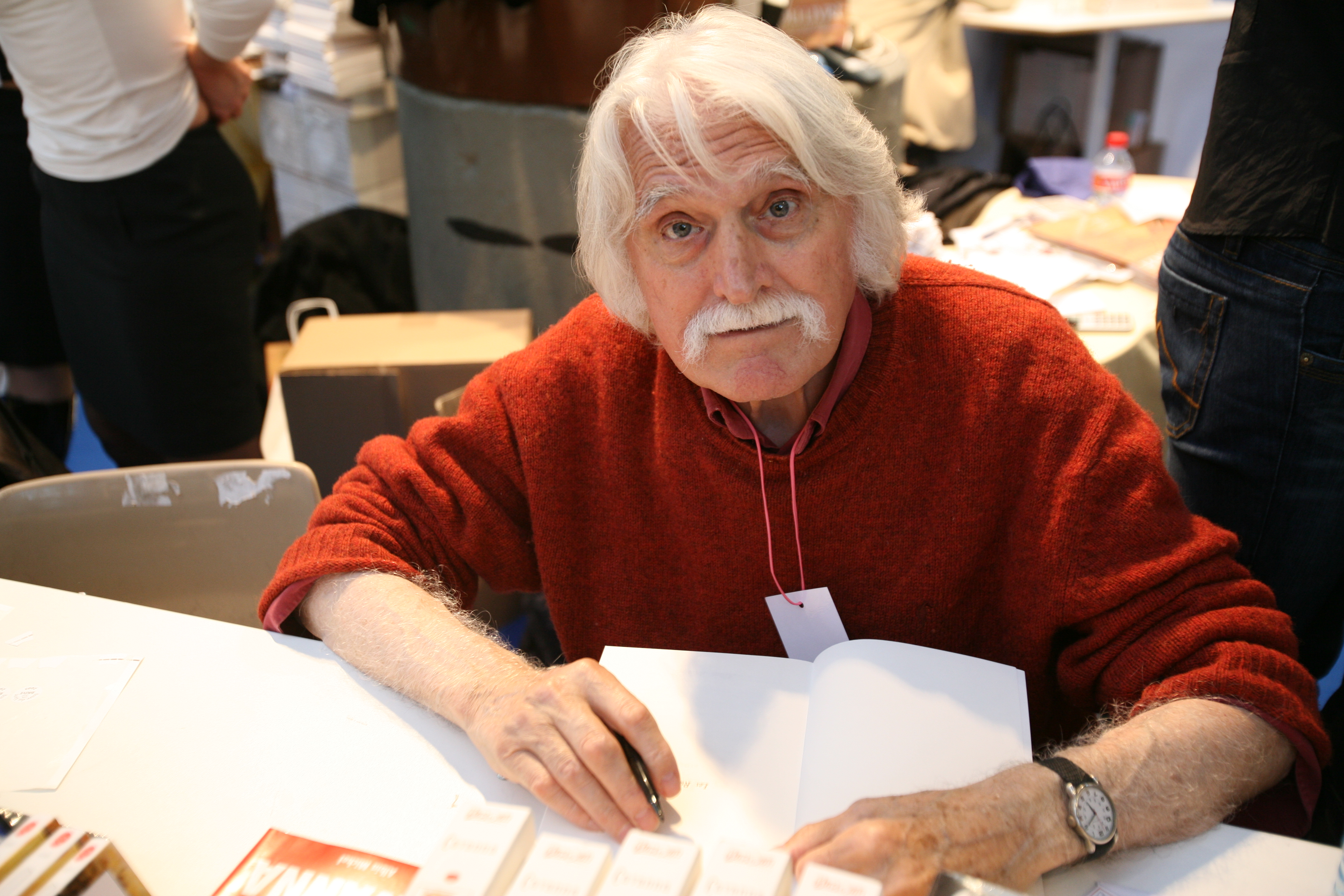
François Cavanna (2005)

François Cavanna (* 22. Februar 1923 in Paris; † 29. Januar 2014 in Créteil) war ein französischer Journalist und Schriftsteller.

## Leben
François Cavanna war der einzige Sohn des italienischstämmigen Maurers Luigi Cavanna, der 1939 die französische Staatsbürgerschaft erhielt, und der Französin Marguerite Charvin. Er wuchs in Nogent-sur-Marne auf, wo zahlreiche italienische Einwanderer lebten. Nach der mittleren Reife (brevet supérieur) 1939 arbeitete er in Paris bei der Post (Postes, Télégraphes et Téléphones). Beim Einmarsch der deutschen Truppen 1940 folgte er der Anordnung, sich nach Südfrankreich abzusetzen, was er auf dem Fahrrad versuchte. Er kehrte jedoch bald in das besetzte Paris zurück, wurde, wie viele andere Kollegen, aus dem Postdienst entlassen und arbeitete bei einem Obst- und Gemüsehändler. Später nahm er eine Lehre als Maurer auf. 1943 wurde er von den Behörden des Vichy-Regimes dienstverpflichtet und zum Arbeitsdienst (französisch STO, Service du travail obligatoire) nach Deutschland geschickt. Er musste u. a. in der Rüstungsproduktion der Graetz AG arbeiten. Wie andere Zwangsverpflichtete wurde er außerdem bei Bergungs- und Aufräumarbeiten nach Luftangriffen eingesetzt. An seinem Arbeitsplatz lernte er die ukrainische Zwangsarbeiterin Maria kennen und lieben. Maria wurde jedoch nach der Befreiung von sowjetischen Soldaten verschleppt; trotz langjähriger Suche hat Cavanna sie nicht mehr ausfindig machen können.
Nach seiner Rückkehr nach Frankreich begann er 1945 journalistisch zu arbeiten. Ab 1949 wirkte er außerdem als Karikaturist. Ab 1960 war er Herausgeber der Satirezeitschrift Hara-Kiri und ab 1970 der bekannten Satire-Zeitschrift Charlie Hebdo. Für den autobiografischen Roman Les Russkoffs, der die Kriegsjahre schildert, erhielt Cavanna 1979 den Prix Interallié.

## Werke
- 4, rue Choron
- Bête et méchant (1981)
- Cavanna: Les pensées
- Cavanna par Cavanna
- Cœur d’artichaut
- Coups de sang

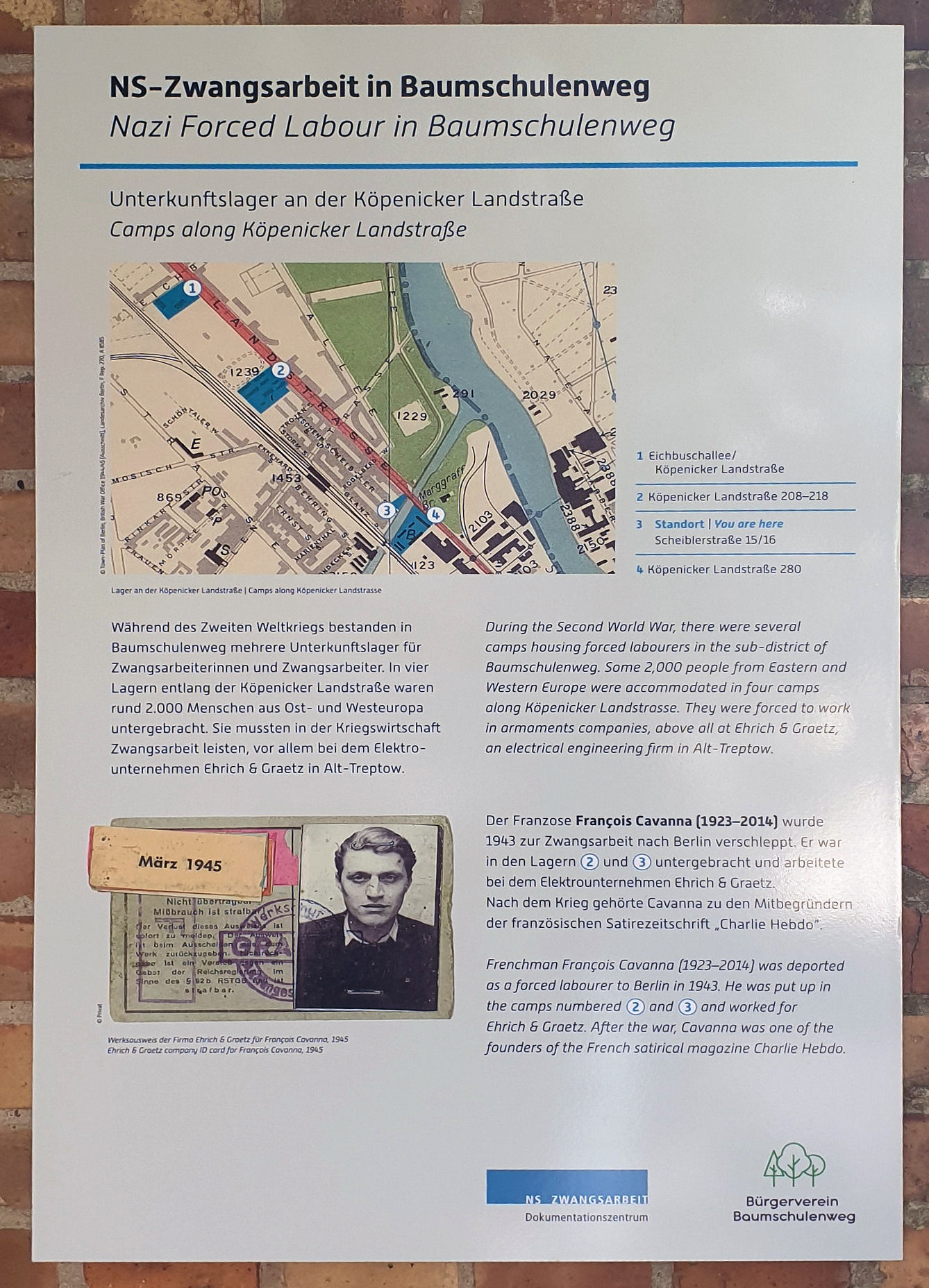
Gedenktafel in Berlin-Baumschulenweg

- Dieu, Mozart, Le Pen et les autres
- Et le singe devint con
- Instants de grâce (mit Fotos von Jean-Pierre Leloir)
- L’œil du lapin
- La belle fille sur le tas d’ordures
- La couronne d’Irène
- La déesse mère
- Le dieu de Clotilde
- La hache et la croix
- Le hun blond
- Le con se surpasse
- Le temps des égorgeurs – Nos ancêtres les Gaulois
- Les Écritures: Les Aventures de Dieu – Les Aventures du petit Jésus
- Les fosses carolines
- Les grands imposteurs
- Les Ritals (1978)
- Les Russkoffs (1979)
  - deutscher Titel: Das Lied der Baba. Aus dem Französischen von Klaus Budzinski, Berlin 1988, zuletzt Ullstein, Frankfurt/Berlin 1989, ISBN 3-548-22253-6.
- Les yeux plus grands que le ventre
  - deutscher Titel: Die Augen größer als der Magen. Aus dem Französischen von Martin Schulte, Goldmann, München 1985, ISBN 3-442-06829-0.
- Lettre ouverte aux culs-bénits
- Maman au secours
- Maria (1985)
- Mignonne allons voir si la rose
- Stop-crève
- Tonton, Messaline, Judas et les autres